# 제니퍼 릭
제니퍼 릭(Jennifer Leak, 1950년 9월 28일 ~ )은 캐나다의 배우이다.
몬트리올에서 태어났다.

## 영화
- 에이전트 온 아이스 (1985년)
- 인큐버스 (1981년)
- 포토그래퍼 (1974년)
- 나, 너 그리고 우리 (1968년) - 콜린 노스 역
- 우젝 (1966년)